# Boonta-esti futam
A Boonta-esti futam egy légfogat-verseny a Csillagok háborúja univerzumában.
A Galaxis elmaradott, a központtól távoli külvidéki gettóterületeinek egyik bolygóján, a sivatagos Tatuin bolygón rendezték meg minden évben a bolygót uraló huttok, hogy megünnepeljék a Boonta Est ünnepet. Nézők ezrei gyűltek össze szerte a galaxisból, hogy szurkoljanak kedvencüknek, hogy hatalmas balesetet láthassanak, vagy hogy fogadjanak az eseményre. A Boonta-esti futam volt a galaxis legnagyobb légfogat versenye, a verseny köré kiépült fogadási iparágban pedig nagy pénzösszegek forogtak. Maguk a huttok is, udvartartásukkal és a tőlük függő számtalan kereskedővel, csempésszel és más kétes egzisztenciával együtt, szenvedélyes fogadójátékosok voltak. 
A Baljós árnyak c. Csillagok háborúja-epizódban, amelynek cselekménye 32 évvel a yavini csata előtt játszódik, látható az az évi Boonta futam, amelyen gyermekként indul egy maga építette fogattal a főszereplő Anakin Skywalker. A gyermek kockázatvállalása ad lehetőséget a Padmé Amidala nabooi királynőt a Kereskedelmi Szövetség által megszállt anyabolygójáról elmenekítő két Jedi diplomatának (Qui-Gonn Jinn és Obi-Wan Kenobi), hogy megjavítsák harcban megsérült és így a Tatuinon „megfeneklett” űrhajójukat, elhagyják a bolygót, és segítséget kérjenek a megszállók ellen a galaktikus kormányzattól. Anakin Skywalker ennek révén indul el a Jedivé, később pedig a Darth Vaderré válás útján.

## A pálya
A pálya Mos Espa űrkikötő-városa környékén helyezkedik el. A futam a Csillagfény Egyenes közelében startol, ami a sivatag része, így a versenyzők jó pozíciókért küzdhettek. Ezután egymás után kellett haladniuk, amikor egy kanyargós kanyonba érkeznek, s ez a Waldo Egyenesen keresztül vezetett. A kanyon a Gomba Fennsíkba nyílt, ami egy sziklás rész, hatalmas kövekkel. Ezután a Meta Bukkanón, egy meredek lejtőn haladtak, ami az Ebe Kráter Völgybe vezette a versenyzőket és újra egy szűk járaton, a Szurdokon  haladtak, így érték el a Koldus Kanyont.
A verseny ezután a sivatag hosszú síkságában folytatódik, ami a Dűne Tengerbe vezet. Ezután az egyik legkockázatosabb szakaszban, az Ősi Kanyonban haladtak, ami kényszerítette a versenyzőket, hogy kőablakokon keresztül manőverezzenek, majd újabb kanyonba, az Ostorba érkeztek, majd a Jag Crag Gorge-ba, ezután pedig a föld alatti Laguna Barlangba értek. Amint kiértek a barlangból, a versenyzők a Dűne Fordulat Kanyonba értek, ahol buckalakók célpontjai voltak.
Azoknak a versenyzőknek, akik túlélték a buckalakók lövéseit, a Bindy Bend sziklás akadályait kellett kikerülniük, mielőtt az utolsó kanyonba értek volna, ami a Farokból, a Jett Kosarából s a Dugóhúzóból állt. Elhagyva a Dugóhúzót az Ördög Bütykén keresztül a versenyzők a Hutt Egyenesbe értek, ami egyenesen az arénába vezetett vissza.
A Boonta-esti futam három körből állt.

## A Y. e. 32-es futam résztvevői
Összesen 18 versenyző vett részt a futamon.

### Első rajtsor
- Aldar Beedo, glymphid a Ploo II-ről, harmadikként ért célba.
- Ratts Tyerell, aleena az Aleenről, kiesett az első körben és meghalt.
- Sebulba, dag a Malastareról, kiesett az utolsó körben.
- Mawhonic, gran a Hokról, kiesett az első körben.

### Második rajtsor
- Dud Bolt, vulpteri a Vulpterről, kiesett a harmadik körben.
- Anakin Skywalker, ember a Tatuinról, elsőnként ért célba.
- Clegg Holdfast, nosaurian a New Plymptoról, kiesett a második körben.

### Harmadik rajtsor
- Ebe Endocott, triffiai a Triffisről, negyedikként ért célba.
- Gasgano, xexto a Troikenről, másodikként ért célba.
- Boles Roor, sneevel a Sneeveről, hatodikként ért célba.
- Teemto Pagalies, veknoid a Moonus Mandelről, kiesett a második körben.

### Negyedik rajtsor
- Elan Mak, fluggrian a Ploo IV-ről, ötödikként ért célba.
- Mars Guo, phuii a Phuról,  kiesett a második körben.
- Ark Roose, nuknog a Sumpról, kiesett a harmadik körben.

### Ötödik rajtsor
- Neva Kee, xamster a Xagobahról, eltűnt második körben.
- Wan Sandage, devlikk a Ord Radamaról,  kiesett a harmadik körben.
- Ody Mandrell, er'kit a Tatuinról, a második körben motorja felrobbant a bokszutcában.
- Ben Quadrinaros, toong a Tundról, nem indult be a járműve.

### A verseny végeredménye
1. hely: Anakin Skywalker
2. hely: Gasgano
3. hely: Aldar Beedo
4. hely: Ebe Endocott
5. hely: Elan Mak
6. hely: Boles Roor

## Megjelenése a film(ek)ben
A Boonta-esti futam a Baljós árnyakban jelenik meg.